# دوفين
دوفين (بالإنجليزية: Dauphin)‏ هي مدينة كندية تقع في إقليم مانيتوبا. يبلغ عدد سكان المدينة حوالي 7,906 نسمة حسب إحصائيات سنة 2006.

## المناخ
يظهر الجدول التالي التغييرات المناخية على مدار السنة لدوفين:
| البيانات المناخية لـدوفين          | البيانات المناخية لـدوفين | البيانات المناخية لـدوفين | البيانات المناخية لـدوفين | البيانات المناخية لـدوفين | البيانات المناخية لـدوفين | البيانات المناخية لـدوفين | البيانات المناخية لـدوفين | البيانات المناخية لـدوفين | البيانات المناخية لـدوفين | البيانات المناخية لـدوفين | البيانات المناخية لـدوفين | البيانات المناخية لـدوفين | البيانات المناخية لـدوفين |
| الشهر                              | يناير                     | فبراير                    | مارس                      | أبريل                     | مايو                      | يونيو                     | يوليو                     | أغسطس                     | سبتمبر                    | أكتوبر                    | نوفمبر                    | ديسمبر                    | المعدل السنوي             |
| ---------------------------------- | ------------------------- | ------------------------- | ------------------------- | ------------------------- | ------------------------- | ------------------------- | ------------------------- | ------------------------- | ------------------------- | ------------------------- | ------------------------- | ------------------------- | ------------------------- |
| الدرجة القصوى °م (°ف)              | 9.6 (49.3)                | 13.9 (57.0)               | 24.2 (75.6)               | 35.2 (95.4)               | 39.2 (102.6)              | 40.6 (105.1)              | 40.0 (104.0)              | 39.0 (102.2)              | 37.8 (100.0)              | 31.1 (88.0)               | 23.3 (73.9)               | 13.9 (57.0)               | 40.6 (105.1)              |
| متوسط درجة الحرارة الكبرى °م (°ف)  | −10.0 (14.0)              | −7.1 (19.2)               | −0.5 (31.1)               | 10.1 (50.2)               | 17.6 (63.7)               | 22.1 (71.8)               | 25.2 (77.4)               | 24.6 (76.3)               | 18.1 (64.6)               | 10.1 (50.2)               | −0.6 (30.9)               | −8.0 (17.6)               | 8.5 (47.3)                |
| المتوسط اليومي °م (°ف)             | −15.4 (4.3)               | −12.6 (9.3)               | −6.1 (21.0)               | 3.6 (38.5)                | 10.5 (50.9)               | 15.7 (60.3)               | 18.7 (65.7)               | 17.7 (63.9)               | 11.7 (53.1)               | 4.4 (39.9)                | −5.3 (22.5)               | −13.1 (8.4)               | 2.5 (36.5)                |
| متوسط درجة الحرارة الصغرى °م (°ف)  | −20.7 (−5.3)              | −18.0 (−0.4)              | −11.6 (11.1)              | −2.9 (26.8)               | 3.4 (38.1)                | 9.2 (48.6)                | 12.1 (53.8)               | 10.6 (51.1)               | 5.2 (41.4)                | −1.4 (29.5)               | −10.0 (14.0)              | −18.1 (−0.6)              | −3.5 (25.7)               |
| أدنى درجة حرارة °م (°ف)            | −43.3 (−45.9)             | −44.4 (−47.9)             | −39.0 (−38.2)             | −27.8 (−18.0)             | −15.4 (4.3)               | −6.1 (21.0)               | 0.6 (33.1)                | −1.1 (30.0)               | −9.7 (14.5)               | −21.7 (−7.1)              | −34.5 (−30.1)             | −41.1 (−42.0)             | −44.4 (−47.9)             |
| الهطول مم (إنش)                    | 13.7 (0.54)               | 10.7 (0.42)               | 24.0 (0.94)               | 29.6 (1.17)               | 54.9 (2.16)               | 82.0 (3.23)               | 73.1 (2.88)               | 61.3 (2.41)               | 58.2 (2.29)               | 35.2 (1.39)               | 20.8 (0.82)               | 18.6 (0.73)               | 481.9 (18.97)             |
| معدل هطول الأمطار مم (إنش)         | 0.4 (0.02)                | 0.3 (0.01)                | 5.5 (0.22)                | 17.1 (0.67)               | 52.9 (2.08)               | 81.7 (3.22)               | 73.1 (2.88)               | 61.3 (2.41)               | 57.2 (2.25)               | 29.4 (1.16)               | 4.5 (0.18)                | 0.6 (0.02)                | 383.7 (15.11)             |
| متوسط تساقط الثلوج سم (إنش)        | 16.6 (6.5)                | 14.3 (5.6)                | 20.2 (8.0)                | 12.9 (5.1)                | 3.3 (1.3)                 | 0.3 (0.1)                 | 0.0 (0.0)                 | 0.0 (0.0)                 | 1.0 (0.4)                 | 6.0 (2.4)                 | 17.9 (7.0)                | 21.3 (8.4)                | 113.7 (44.8)              |
| متوسط أيام هطول الأمطار (≥ 0.2 mm) | 11.4                      | 8.7                       | 9.7                       | 8.4                       | 11.1                      | 14.4                      | 12.5                      | 11.2                      | 11.8                      | 9.5                       | 8.7                       | 11.3                      | 128.5                     |
| متوسط الأيام الممطرة (≥ 0.2 mm)    | 0.65                      | 0.58                      | 2.5                       | 5.5                       | 10.7                      | 14.4                      | 12.5                      | 11.2                      | 11.7                      | 7.9                       | 2.0                       | 0.50                      | 80.1                      |
| متوسط الأيام المثلجة (≥ 0.2 cm)    | 11.4                      | 7.7                       | 7.4                       | 3.2                       | 0.75                      | 0.05                      | 0.0                       | 0.0                       | 0.25                      | 2.8                       | 7.4                       | 11.1                      | 52.0                      |
| ساعات سطوع الشمس الشهرية           | 113.1                     | 132.5                     | 167.2                     | 219.0                     | 260.9                     | 263.7                     | 301.8                     | 274.2                     | 171.0                     | 140.0                     | 92.7                      | 94.9                      | 2٬230٫9                   |
| نسبة وصول أشعة الشمس               | 43.2                      | 47.2                      | 45.5                      | 52.9                      | 54.2                      | 53.4                      | 60.6                      | 60.7                      | 44.9                      | 42.1                      | 34.4                      | 38.3                      | 48.1                      |
| المصدر: Environment Canada         |                           |                           |                           |                           |                           |                           |                           |                           |                           |                           |                           |                           |                           |

## أعلام
- جيم كارديف
- إلمر فوربس
- أمبير فلوري
- ويليام جورج باركر
- جيمي بال
- جون سولومون
- ويليام جون وارد